# Crumerum

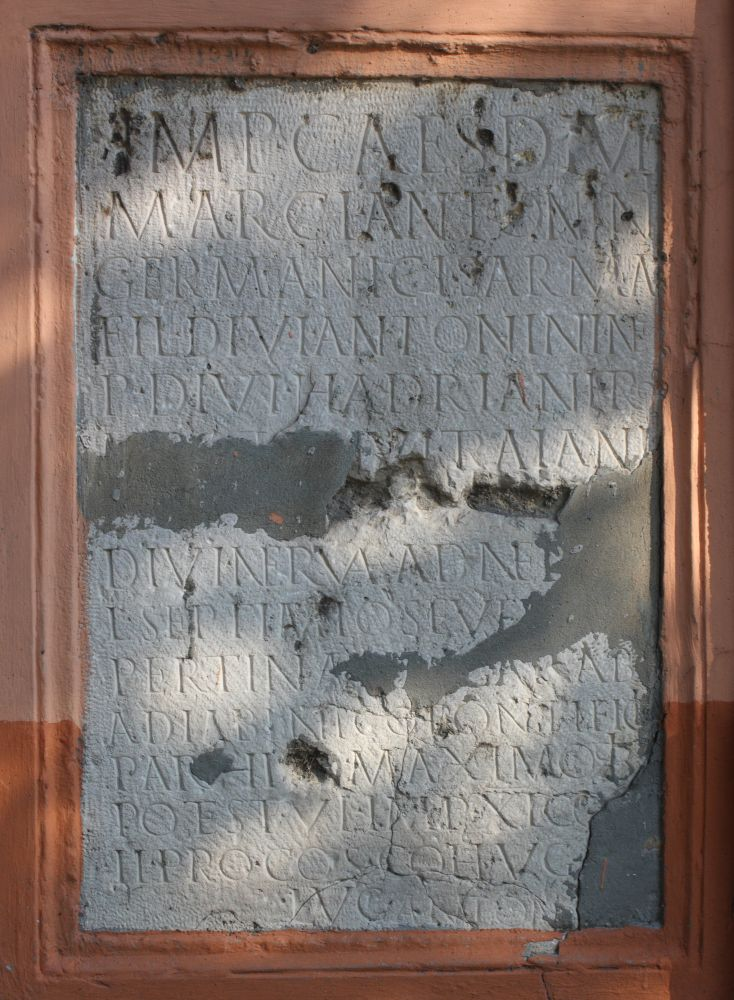
2. kép - Kőtábla Crumerum-ból a plébánia falán

Crumerum néven egy római település és castrum azaz katonai erőd állt a limes mentén a mai Nyergesújfalu területén. Az erőd a mai település nyugati részén közvetlenül a Duna jobb partján az ún. Sánc-hegyen állt, 18 római mérföldre (kb. 27 km) keletre Brigetiótól (a mai Szőny) és 42 mérföldre (kb. 63 km) nyugatra Aquincumtól. Maradványai a XVIII. században még fellelhetőek voltak és a Rákóczi-szabadságharc idején épült földsánc erődítés létesítésekor (1. kép) semmisültek meg. A hegy északról és nyugatról meredeken szakad a mélybe, így a hely jól védhető volt. Az erőd kiterjedése kelet-nyugati irányban 105 méter, észak-déli irányban 110 méter volt, tájolása 27 fokkal tér el az északi iránytól. Az erődítmény a II. században épült, helyőrsége ekkor a cohors V. Gallaecorum Lucensium volt, a IV. században pedig az equites promoti.

## Jelentősége
A tábor a II. században létesült és a IV. században átépítették. Alakja majdnem szabályos téglalap, szögletes kapu és oldaltornyokkal. Az átépítéskor a sarkokra legyező alakú tornyokat építettek. Az erőd és általában a limes létesítésének oka  a határ (itt a Duna) túlpartján élő ellenséges népek (germánok, markomannok és kvádok) támadása volt. Az összecsapások Domitianus alatt (81-96) kezdődtek. 89-ben a markomannok és a kvádok támadtak, majd 92-93-ban újra kitört a háború. Az ismételten kiinduló villongások miatt kezdte meg Traianus császár a dunai határ megerősítését. Ekkor épülhetett Crumerum castrum (erőd) is. A 180-ig tartó, a germán törzsekkel vívott háborúkban Pannónia provincia elnéptelenedett, a lakosság elpusztult vagy elmenekült.
Commodus császár (180-193) halála után Pannónia korábbi helytartóját Septimius Severust (193-211) választották császárrá. Ő és fia Caracalla (211-217) alatt a tartományra egy békésebb időszak köszöntött, erre az időszakra esik Crumerum virágkora. Az előkerült leletek többsége is ebből a korból származik.

## Leletek
Az 1783-as canonica visitatio említi, hogy a sáncoknál falmaradványokat és más kőemlékeket találtak. A falmaradványokban a II.-III. századra datálható pecsétes tégla maradványai kerültek elő. Találtak egy töredékes, a II. század végén vagy a III. század elején készült, Terentius Iustus által állíttatott oltárkövet, egy Neptunus oltárkövet, amelyet Aulianus az  V. cohors praefectusa állíttatott Caracalla császár lelki üdvéért. Előkerült egy feliratos bázis (2. kép), amely felett feltehetően egy császárszobor állhatott. 198-ban az V. Gallaecorum et Lucensium Antoniniana cohors állíttatta Septimius Severus császár tiszteletére, a barbárokon - 195-200. között lefolyt harcokat követő - győzelem emlékére. A plébánia falában látható tábla szövege a következő:

„A legfőbb hadvezérnek, az isteni Marcus Antonius, a germánok és szarmaták legyőzője fiának, az isteni Hadriánus dédunokájának, az isteni, a parthus győző Traianus ükunokájának, Lucius Septimius Severus Pertinax császárnak, az arabok és adiabeticus-beliek legyőzőjének, a legfőbb papnak a parthusok hatalmas legyőzőjének, a hatodszori néptribunnak, a tizenegyedszer győztes hadvezérnek, a másodszori consulnak, a proconsulnak állította a Callaecorum és Lucensium Antoniniana nevét viselő ötödik cohors.”
1955-ben több mérföldkő-töredék került elő az egykori, ma már nem létező téglagyárhoz tartozó anyagnyerő helyen, a mai Tesco áruház és a mogyorósbányai vasúti megállóhely közötti részen. A légi felvételeken itt még ma is jól látható a limesút nyomvonala, amely Crumerum környékén meglehetősen jól ismert. Brigetio felől a mai 10-es főút nyomvonalán haladt a Duna mentén, majd a Sánc-hegy lábánál - a mai benzinkútnál - a völgy felé kanyarodott és Ny-K irányban haladt a település déli részén. A Búzás-hegyet elkerülve a dombok alatt futott tovább a mai országúttól 450–1400 m-nyire délre Tát irányába, ahol elágazott. Egyik ága Esztergom (Solva) felé és a duna-parti őrhelyeket kötötte össze. Másik ága Tokodon (Gardellaca), Dorogon és Piliscséven keresztül a Pilisen át érte el Aquincumot (3. kép).
A castrumhoz tartozó település a vicus a Sánc-hegy DK-i és DNy-i részén állt. 1978-ban utóbbi helyen a Költségvetési Üzem bővítésekor római kori réteget bolygattak meg. Kőépületek nem, de különféle használati eszközök, edények, érmék, egy kemence és 12 sír került feltárásra. 1989-ben a Sánc-hegy déli részén, szőlőművelés közben további 4 sírt tártak fel. Valamennyi sír a IV. század végére vagy az V. század elejére keltezhető, közös sajátosságuk az ékszerek és érmék hiánya, ami sírrablásra is utalhat.
A polgári település neve Curta (vagy Corta) lehetett a leírások és a megtalált pecsétes téglák alapján, helye a Rábl-völgyben lehetett.
A Sánc-hegyen látható erődítésnyomok (1. kép) légi fényképekről jól kivehető vonalai a Rákóczi-szabadságharc idején épített földsáncok maradványai, amelyek többé-kevésbé elfedik a római korból származó terepalakulatokat. A földmunkákat a környékbeli lakosság végezte 1706-ban, amikor az Esztergom ostromához készülődő fejedelem a karvai átkelőhely védelmére és a császári csapatok szárazföldi elszigetelésére La Motte francia hadmérnök tervei alapján sáncokat építtetett.
Mire Esztergom elesett, megindult az ellentámadás az új császári fővezér Guido von Starhemberg vezetésével és a Pálffy János vezette csapatok szeptember 27-én bevették az erődöt, a sáncok elpusztultak.